# NGC 5042
NGC 5042 (również PGC 46126 lub UGCA 340) – galaktyka spiralna z poprzeczką (SBc), znajdująca się w gwiazdozbiorze Hydry. Odkrył ją John Herschel 25 marca 1836 roku.